# Galeottia acuminata
Galeottia acuminata là một loài thực vật có hoa trong họ Lan. Loài này được (C.Schweinf.) Dressler & Christenson mô tả khoa học đầu tiên năm 1988.